# Wereldbeker bobsleeën 2011/2012
De wereldbeker bobsleeën in het seizoen 2011/2012 (officieel:  Viessmann FIBT Bob & Skeleton World Cup Tour 2011/2012) ging van start op 2 december en eindigde op 11 februari. De competitie werd georganiseerd door de FIBT, gelijktijdig met de WB skeleton.
De competitie omvatte dit seizoen acht wedstrijden in de drie traditionele onderdelen van het bobsleeën. Bij de mannen de twee- en viermansbob en bij de vrouwen de tweemansbob. Daarnaast werden er wedstrijden georganiseerd voor landenteams welke bestonden uit twee bobslee en twee skeleton runs. De uitslag van de vierde wedstrijd in Altenberg gold voor de Europese deelnemers tevens als het Europees kampioenschap.
De titels gingen het vorige seizoen naar de piloten Aleksandr Zoebkov (Rusland, tweemansbob) en Manuel Machata (Duitsland, viermansbob) bij de mannen en Sandra Kiriasis (Duitsland, tweemansbob) bij de vrouwen.
Uit België namen de pilotes Elfje Willemsen en Eva Willemarck, die haar debuut als pilote maakte, deel met Anouska Hellebuyck, Wendy Van Leuven en An Vannieuwenhuyse als bemanningsleden bij de vrouwen. Zij namen alleen aan de zes Europese wereldbekers deel. De piloot Michael Serisé kwam alleen tijdens de vierde wedstrijd in actie vanwege het EK. Hij nam deel in de twee- en viermansbob met Lino Van Doorne (2+4), Michael Dezutter en Sebastien Trouillez als bemanningsleden.
Uit Nederland nam piloot Edwin van Calker deel bij de mannen in de twee- en viermansbob met Sybren Jansma, Jeroen Piek (2+4), Arnold van Calker, Yannick Greiner en Arno Klaasen als bemanningsleden.
De Zwitserse piloot Beat Hefti veroverde voor de tweede keer de eindzege in de tweemansbob. In het seizoen 2008/09 deed hij dit eerder. Het was de achtste Zwitserse overwinning op 29 edities. Hefti behaalde dit seizoen in alle acht de wereldbekers het podium (3× eerste, 2× tweede, 3× derde). De Duitse junior piloot Maximilian Arndt legde beslag op de tweede plaats in het eindklassement, het was zijn eerste podium plaats. Arndt stond dit seizoen vier keer op het podium (1× eerste, 2× tweede, 1× derde). De winnaar van het vorige seizoen, Aleksandr Zoebkov, eindigde dit seizoen op de derde plaats en behaalde daarmee voor de vijfde keer het eindpodium. In 2006 werd hij tweede en in 2005 en 2008 derde.
De Rus Aleksandr Zoebkov stond dit seizoen op beide podia bij de mannen. Hij veroverde voor de vierde keer de eindzege in de viermansbob na 2005, 2006 en 2009. Het was de vijfde Russische eindzege, in 2007 zegevierde Jevgeni Popov. Zoebkov stond voor de zesde keer op het eindpodium, in 2004 en 2008 werd hij tweede en in 2011 derde. In de acht wereldbekerwedstrijden behaalde hij dit seizoen zes keer het podium (3× eerste, 2× tweede, 1× derde). De Duitse junior piloot Maximilian Arndt slaagde er ook in om op beide podia te eindigen. Net als in de tweemansbob eindigde hij in de viermansbob op de tweede ple plaats, ook hier was het zijn eerste podium plaats. Arndt stond dit seizoen vijf keer op het podium (2× eerste, 2× tweede, 1× derde). Ook in de viermansbob eindigde de winnaar van het vorige seizoen, Manuel Machata, dit seizoen op de derde plaats, voor hem was het de tweede keer dat hij op het eindpodium plaatsnam. Machata stond dit seizoen vier keer op het podium (2× eerste, 2× tweede).
Bij de vrouwen stonden drie landgenoten op het eindpodium. De Duitse pilote Cathleen Martini veroverde voor het eerst de eindzege in de tweemansbob. Het was de elfde opeenvolgende Duitse eindzege op achttien edities. Voor Martini was het haar zevende podium plaats waarvan de zesde opeenvolgend. Martini stond dit seizoen vijf keer op het erepodium (3× eerste, 2× tweede). Ze werd tweede in 2005, 2008, 2009, 2011 en derde in 2007, 2010. Anja Schneiderheinze op plaats twee stond voor het eerst op het eindpodium van de wereldbeker. Schneiderheinze stond dit seizoen vier keer op het erepodium (2× eerste, 2× tweede). De negenvoudig (onafgebroken) winnares van de wereldbeker van 2003-2011, Sandra Kiriasis-Prokoff, eindigde op de derde plaats. Het was haar twaalfde opeenvolgende podium plaats in de wereldbeker, in 2001 en 2002 stond ze op plaats twee.

## Wereldbeker punten
De eerste 30 in het dagklassement krijgen punten voor het wereldbekerklassement toegekend. De top 20 na de eerste run gaan verder naar de tweede run, de overige deelnemers krijgen hun punten toegekend op basis van hun klassering na de eerste run. De onderstaande tabel geeft de punten per plaats weer.
| Klassering = punten                          | Klassering = punten                           | Klassering = punten                               | Klassering = punten                          | Klassering = punten                          | Klassering = punten                          |
| -------------------------------------------- | --------------------------------------------- | ------------------------------------------------- | -------------------------------------------- | -------------------------------------------- | -------------------------------------------- |
| 1e = 225 2e = 210 3e = 200 4e = 192 5e = 184 | 6e = 176 7e = 168 8e = 160 9e = 152 10e = 144 | 11e = 136 12e = 128 13e = 120 14e = 112 15e = 104 | 16e = 96 17e = 88 18e = 80 19e = 74 20e = 68 | 21e = 62 22e = 56 23e = 50 24e = 45 25e = 40 | 26e = 36 27e = 32 28e = 28 29e = 24 30e = 20 |

## Tweemansbob (m)

### Uitslagen
| Datum   | Plaats                           | Eerste                                       | Tweede                                         | Derde                                        |
| ------- | -------------------------------- | -------------------------------------------- | ---------------------------------------------- | -------------------------------------------- |
| 03/12   | Igls                             | Zwitserland Beat Hefti Thomas Lamparter      | Duitsland Thomas Florschütz Kevin Kuske        | Verenigde Staten Steven Holcomb Justin Olsen |
| 10/12   | La Plagne                        | Duitsland Thomas Florschütz Kevin Kuske      | Verenigde Staten Steven Holcomb Steven Langton | Zwitserland Beat Hefti Thomas Lamparter      |
| 18/12   | Winterberg                       | Duitsland Thomas Florschütz Kevin Kuske      | Zwitserland Beat Hefti Thomas Lamparter        | Letland Oskars Melbardis Daumants Dreiskens  |
| 07/01 * | Altenberg                        | Duitsland Thomas Florschütz Kevin Kuske      | Duitsland Maximilian Arndt Marko Hübenbecker   | Zwitserland Beat Hefti Thomas Lamparter      |
| 14/01   | Königssee                        | Zwitserland Beat Hefti Thomas Lamparter      | Canada Lyndon Rush Jesse Lumsden               | Duitsland Manuel Machata Andreas Bredau      |
| 21/01   | Sankt Moritz                     | Duitsland Maximilian Arndt Marko Hübenbecker | Zwitserland Beat Hefti Thomas Lamparter        | Duitsland Manuel Machata Andreas Bredau      |
| 03/02   | Whistler Whistler Sliding Centre | Canada Lyndon Rush Jesse Lumsden             | Duitsland Maximilian Arndt Martin Putze        | Zwitserland Beat Hefti Thomas Lamparter      |
| 10/02   | Calgary                          | Zwitserland Beat Hefti Thomas Lamparter      | Duitsland Manuel Machata Andreas Bredau        | Duitsland Maximilian Arndt Kevin Kuske       |

Belgische en Nederlandse deelnemers
| Land      | WB #1                    | WB #2                    | WB #3                   | WB #4 *                  | WB #5                    | WB #6                    | WB #7                  | WB #8                    |
| --------- | ------------------------ | ------------------------ | ----------------------- | ------------------------ | ------------------------ | ------------------------ | ---------------------- | ------------------------ |
| Nederland | 12e E. van Calker Jansma | 10e E. van Calker Jansma | 5e E. van Calker Jansma | 18e E. van Calker Jansma | 11e E. van Calker Jansma | 14e E. van Calker Jansma | 13e E. van Calker Piek | 11e E. van Calker Jansma |
| België    |                          |                          |                         | 24e Serisé Van Doorne    |                          |                          |                        |                          |

* WB#4 07/01: Tegelijkertijd het Europees kampioenschap. Nadat de Amerikaanse bobsleeën (5 + 17) uit de uitslag werden gehaald eindigde de Nederlandse bob op de 16e plaats en de Belgische bob op de 22e plaats.

### Eindstand
| #  | Piloot               | Land | Punten |
| -- | -------------------- | ---- | ------ |
| 01 | Beat Hefti           | SUI  | 1695   |
| 02 | Maximilian Arndt (J) | GER  | 1573   |
| 03 | Aleksandr Zoebkov    | RUS  | 1416   |
| 04 | Lyndon Rush          | CAN  | 1339   |
| 05 | Manuel Machata       | GER  | 1332   |
| 06 | Oskars Melbardis (J) | LAT  | 1200   |
| 07 | Gregor Baumann       | SUI  | 1200   |
| 08 | Patrice Servelle     | MON  | 1192   |
| 09 | Steven Holcomb       | USA  | 1050   |
| 10 | Edwin van Calker     | NED  | 1040   |
| 11 | Aleksandr Kasjanov   | RUS  | 0982   |
| 12 | Thomas Florschütz    | GER  | 0885   |
| 13 | Simone Bertazzo      | ITA  | 0852   |
| 14 | Nicolae Istrate      | ROU  | 0780   |

| #  | Piloot                   | Land | Punten |
| -- | ------------------------ | ---- | ------ |
| 15 | Edgars Maskalāns         | LAT  | 696    |
| 16 | John Napier (J)          | USA  | 640    |
| 17 | John James Jackson       | GBR  | 562    |
| 18 | Nikita Zarharov (J)      | RUS  | 524    |
| 19 | Dawid Kupczyk            | POL  | 518    |
| 20 | Ugis Zalims (J)          | LAT  | 507    |
| 21 | Jan Vrba                 | CZE  | 470    |
| 22 | Jürgen Loacker           | AUT  | 462    |
| 23 | Chris Spring             | CAN  | 448    |
| 24 | Thibault Alexis Godefroy | FRA  | 443    |
| 25 | Milan Jagnesak           | SVK  | 352    |
| 26 | Vuk Radjenović           | SRB  | 345    |
| 27 | Francesco Friedrich (J)  | USA  | 304    |
| 28 | Rico Peter               | SUI  | 258    |

| #  | Piloot                  | Land | Punten |
| -- | ----------------------- | ---- | ------ |
| 29 | Nick Cunningham         | USA  | 256    |
| 30 | Justin Kripps (J)       | CAN  | 248    |
| 31 | Mateusz Luty (J)        | POL  | 243    |
| 32 | Corey Butner            | USA  | 224    |
| 33 | Benjamin Schmid (J)     | GER  | 168    |
| 34 | Dorin-Alexandru Grigore | ROU  | 156    |
| 35 | Alexej Gorlatsjev       | RUS  | 148    |
| 36 | Heath Spence            | AUS  | 136    |
| 37 | Martin Galliker         | SUI  | 068    |
| 38 | Kim Dong-hyun (J)       | KOR  | 062    |
| 39 | Will Gilder (J)         | GBR  | 050    |
| 40 | Michael Serisé          | BEL  | 036    |

 (J) = junior 

## Viermansbob (m)

### Uitslagen
| Datum   | Plaats                           | Eerste                                                                      | Tweede                                                                         | Derde                                                                      |
| ------- | -------------------------------- | --------------------------------------------------------------------------- | ------------------------------------------------------------------------------ | -------------------------------------------------------------------------- |
| 04/12   | Igls                             | Rusland Aleksandr Zoebkov Philipp Egorov Dmitri Troenenkov Nikolai Hrenkov  | Verenigde Staten Steven Holcomb Justin Olsen Steven Langton Curtis Tomasevic   | Duitsland Thomas Florschütz Martin Rostig Kevin Kuske Thomas Blaschek      |
| 11/12   | La Plagne                        | Duitsland Manuel Machata Florian Becke Andreas Bredau Christian Poser       | Duitsland Maximilian Arndt René Tiefert Jan Speer Martin Putze                 | Duitsland Thomas Florschütz Gino Gerhardi Kevin Kuske Thomas Blaschek      |
| 18/12   | Winterberg                       | Duitsland Thomas Florschütz Gino Gerhardi Kevin Kuske Thomas Blaschek       | Rusland Aleksandr Zoebkov Philipp Egorov Dmitri Troenenkov Nikolai Hrenkov     | Letland Oskars Melbardis Daumants Dreiskens Arvis Vilkaste Jānis Strenga   |
| 08/01 * | Altenberg                        | Duitsland Maximilian Arndt Marko Hübenbecker Alexander Rödiger Martin Putze | Rusland Aleksandr Zoebkov Philipp Egorov Dmitri Troenenkov Nikolai Hrenkov     | Duitsland Thomas Florschütz Ronny Listner Kevin Kuske Thomas Blaschek      |
| 15/01   | Königssee                        | Rusland Aleksandr Zoebkov Philipp Egorov Dmitri Troenenkov Maxim Mokrousov  | Duitsland Manuel Machata Marko Hübenbecker Andreas Bredau Christian Poser      | Duitsland Maximilian Arndt Jan Speer Alexander Rödiger Martin Putze        |
| 22/01   | Sankt Moritz                     | Duitsland Maximilian Arndt Jan Speer Alexander Rödiger Martin Putze         | Duitsland Manuel Machata Marko Hübenbecker Andreas Bredau Christian Poser      | Letland Edgars Maskalans Daumants Dreiskens Ugis Zalims Intars Dambis      |
| 04/02   | Whistler Whistler Sliding Centre | Rusland Aleksandr Zoebkov Philipp Egorov Dmitri Troenenkov Maxim Mokrousov  | Rusland Aleksandr Kasjanov Denis Moiseytsjenkov Maxim Beloegin Nikolai Hrenkov | Canada Lyndon Rush Jesse Lumsden Cody Sorensen Neville Wright              |
| 10/02   | Calgary                          | Duitsland Manuel Machata Marko Hübenbecker Andreas Bredau Christian Poser   | Duitsland Maximilian Arndt Jan Speer Kevin Kuske Martin Putze                  | Rusland Aleksandr Zoebkov Philipp Egorov Dmitri Troenenkov Maxim Mokrousov |

Belgische en Nederlandse deelnemers
| Land      | WB #1                                       | WB #2                                | WB #3                                      | WB #4                                    | WB #5                                  | WB #6                                 | WB #7 | WB #8                                |
| --------- | ------------------------------------------- | ------------------------------------ | ------------------------------------------ | ---------------------------------------- | -------------------------------------- | ------------------------------------- | ----- | ------------------------------------ |
| Nederland | 11e E. van Calker Jansma A. van Calker Piek | 7e E. van Calker Greiner Jansma Piek | 9e E. van Calker A. van Calker Jansma Piek | 7e E. van Calker Greiner Jansma Klaasen  | 18e E. van Calker Piek Klaasen Greiner | 11e E. van Calker Klaasen Jansma Piek |       | 7e E. van Calker Piek Jansma Greiner |
| België    |                                             |                                      |                                            | 19e Serisé Trouillez Van Doorne Dezutter |                                        |                                       |       |                                      |

* WB#4 08/01: Tegelijkertijd het Europees kampioenschap. Nadat de Amerikaanse bobsleeën (9 + 16) uit de uitslag werden gehaald eindigde de Nederlandse bob op de 7e plaats en de Belgische bob op de 17e plaats.

### Eindstand
| #  | Piloot               | Land | Punten |
| -- | -------------------- | ---- | ------ |
| 01 | Aleksandr Zoebkov    | RUS  | 1671   |
| 02 | Maximilian Arndt (J) | GER  | 1606   |
| 03 | Manuel Machata       | GER  | 1574   |
| 04 | Aleksandr Kasjanov   | RUS  | 1418   |
| 05 | Oskars Melbardis (J) | LAT  | 1216   |
| 06 | Edgars Maskalāns     | LAT  | 1208   |
| 07 | Steven Holcomb       | USA  | 1098   |
| 08 | Lyndon Rush          | CAN  | 1036   |
| 09 | Edwin van Calker     | NED  | 1008   |
| 10 | Gregor Baumann       | SUI  | 0936   |
| 11 | Thomas Florschütz    | GER  | 0825   |
| 12 | Simone Bertazzo      | ITA  | 0820   |
| 13 | Dawid Kupczyk        | POL  | 0712   |

| #  | Piloot                  | Land | Punten |
| -- | ----------------------- | ---- | ------ |
| 14 | John Napier (J)         | USA  | 696    |
| 15 | Jürgen Loacker          | AUT  | 648    |
| 16 | Nicolae Istrate         | ROU  | 644    |
| 17 | John James Jackson      | GBR  | 594    |
| 18 | Jan Vrba                | CZE  | 506    |
| 19 | Chris Spring            | CAN  | 440    |
| 20 | Nikita Zarharov (J)     | RUS  | 420    |
| 21 | Milan Jagnesak          | SVK  | 391    |
| 22 | Mateusz Luty (J)        | POL  | 312    |
| 23 | Vuk Radjenović          | SRB  | 310    |
| 24 | Rico Peter              | SUI  | 304    |
| 25 | Dorin-Alexandru Grigore | ROU  | 300    |
| 26 | Justin Kripps (J)       | CAN  | 280    |

| #  | Piloot                   | Land | Punten |
| -- | ------------------------ | ---- | ------ |
| 27 | Francesco Friedrich (J)  | USA  | 272    |
| 28 | Nick Cunningham          | USA  | 240    |
| 29 | Patrice Servelle         | MON  | 224    |
| 30 | Alexej Gorlatsjev        | RUS  | 202    |
| 31 | Won Yun-jong (J)         | KOR  | 200    |
| 32 | Thibault Alexis Godefroy | FRA  | 181    |
| 33 | Heath Spence             | AUS  | 180    |
| 34 | Beat Hefti               | SUI  | 176    |
| 35 | Corey Butner             | USA  | 168    |
| 36 | Olivier Harrnass         | GER  | 152    |
| 37 | Martin Galliker          | SUI  | 088    |
| 38 | Michael Serisé           | BEL  | 074    |
| 39 | Will Gilder (J)          | GBR  | 032    |

 (J) = junior 

## Tweemansbob (v)

### Uitslagen
| Datum   | Plaats                           | Eerste                                       | Tweede                                                                          | Derde                                                                                  |
| ------- | -------------------------------- | -------------------------------------------- | ------------------------------------------------------------------------------- | -------------------------------------------------------------------------------------- |
| 04/12   | Igls                             | Duitsland Anja Schneiderheinze Lisette Thöne | Duitsland Sandra Kiriasis Petra Lammert                                         | Verenigde Staten Elana Meyers Katie Eberling Oostenrijk Christina Hengster Inga Versen |
| 09/12   | La Plagne                        | Canada Kaillie Humphries Emily Baadsvik      | Duitsland Cathleen Martini Janine Tischer                                       | Zwitserland Fabienne Meyer Hanne Schenk                                                |
| 18/12   | Winterberg                       | Duitsland Cathleen Martini Janine Tischer    | Duitsland Anja Schneiderheinze Lisette Thöne                                    | Zwitserland Fabienne Meyer Hanne Schenk                                                |
| 06/01 * | Altenberg                        | Duitsland Cathleen Martini Janine Tischer    | Duitsland Sandra Kiriasis Petra Lammert                                         | Zwitserland Fabienne Meyer Hanne Schenk                                                |
| 13/01   | Königssee                        | Duitsland Cathleen Martini Berit Wiacker     | Canada Kaillie Humphries Emily Baadsvik Zwitserland Fabienne Meyer Hanne Schenk |                                                                                        |
| 20/01   | Sankt Moritz                     | Duitsland Anja Schneiderheinze Lisette Thöne | Duitsland Cathleen Martini Janine Tischer                                       | Duitsland Sandra Kiriasis Franziska Bertels                                            |
| 04/02   | Whistler Whistler Sliding Centre | Canada Kaillie Humphries Emily Baadsvik      | Duitsland Sandra Kiriasis Berit Wiacker                                         | Canada Helen Upperton Shelley-Ann Brown                                                |
| 10/02   | Calgary                          | Canada Kaillie Humphries Jennifer Ciochetti  | Duitsland Anja Schneiderheinze Lisette Thöne                                    | Duitsland Sandra Kiriasis Petra Lammert                                                |

Belgische deelnemers
| Land   | WB #1                         | WB #2                     | WB #3                         | WB #4 *                       | WB #5                         | WB #6                         | WB #7 | WB #8 |
| ------ | ----------------------------- | ------------------------- | ----------------------------- | ----------------------------- | ----------------------------- | ----------------------------- | ----- | ----- |
| België | 15e Willemsen Vannieuwenhuyse | dns Willemsen Van Leuven  | 15e Willemsen Vannieuwenhuyse | 13e Willemsen Vannieuwenhuyse | 13e Willemsen Vannieuwenhuyse | 15e Willemsen Vannieuwenhuyse |       |       |
| België | 17e Willemarck Van Leuven     | dns Willemarck Hellebuyck | 18e Willemarck Hellebuyck     | 15e Willemarck Van Leuven     | 16e Willemarck Van Leuven     | 18e Willemarck Van Leuven     |       |       |

* WB#4 06/01: Tegelijkertijd het Europees kampioenschap. Nadat de Amerikaanse (5) en Australische (9) bob uit de uitslag werden gehaald eindigden de Belgische bobs respectievelijk op de plaatsen 11 en 13.

### Eindstand
| # | Pilote                 | Land | Punten |
| - | ---------------------- | ---- | ------ |
| 1 | Cathleen Martini       | GER  | 1655   |
| 2 | Anja Schneiderheinze   | GER  | 1598   |
| 3 | Sandra Kiriasis        | GER  | 1574   |
| 4 | Fabienne Meyer         | SUI  | 1490   |
| 5 | Kaillie Humphries (J)  | CAN  | 1389   |
| 6 | Anastasia Tambovtseva  | RUS  | 1312   |
| 7 | Christina Hengster (J) | AUT  | 1296   |
| 8 | Olga Fjodorova         | RUS  | 1192   |
| 9 | Bree Schaaf            | USA  | 1152   |

| #  | Pilote            | Land | Punten |
| -- | ----------------- | ---- | ------ |
| 10 | Paula Walker (J)  | GBR  | 1144   |
| 11 | Astrid Radjenovic | AUS  | 1032   |
| 12 | Elana Meyers      | USA  | 0888   |
| 13 | Victoria Tokovaja | RUS  | 0840   |
| 14 | Jazmine Fenlator  | USA  | 0664   |
| 15 | Elfje Willemsen   | BEL  | 0552   |
| 16 | Eva Willemarck    | BEL  | 0448   |
| 17 | Carmen Tronescu   | ROU  | 0438   |
| 18 | Helen Upperton    | CAN  | 0392   |

| #  | Pilote                   | Land | Punten |
| -- | ------------------------ | ---- | ------ |
| 19 | Eugenia Oana Diaconu (J) | ROU  | 326    |
| 20 | Jennifer Ciochetti       | CAN  | 264    |
| 21 | Jamie Greubel            | USA  | 264    |
| 22 | Megan Hill (J)           | USA  | 208    |
| 23 | Heather Patterson (J)    | CAN  | 192    |
| 24 | Caroline Spahni          | SUI  | 144    |
| 25 | Tamaris Dennler-Allemann | SUI  | 136    |
| 26 | Victoria Olaoye (J)      | GBR  | 088    |

(J) = junior 

## Landenwedstrijd
In het teamonderdeel worden per team twee (2-mans)bobslee- en twee skeletonruns gedaald.
Igls, 3 december
| # | Land                | skeleton (m)          | tweemansbob (v)                              | skeleton (v)          | tweemansbob (m)                          |
| - | ------------------- | --------------------- | -------------------------------------------- | --------------------- | ---------------------------------------- |
| 1 | Duitsland           | Frank Rommel          | Sandra Kiriasis / Stephanie Schneider        | Anja Huber            | Maximilian Arndt / Jan Speer             |
| 2 | Duitsland           | Alexander Kroeckel    | Anja Schneiderheinze / Christin Senkel       | Marion Thees          | Manuel Machata / Michail Makarow         |
| 3 | Rusland             | Aleksandr Tretjakov   | Olga Fjodorova / Joelia Timofejeva           | Olga Potelitcina      | Aleksandr Kasjanov / Maksim Mokroesov    |
| 4 | Oostenrijk          | Matthias Guggenberger | Christine Hengster / Anna Feichtner          | Janine Flock          | Jürgen Loacker / Martin Fichtner         |
| 5 | Internationaal team | John Fairbairn        | Viktoria Tokovaya / Margarita Ismailova      | Sarah Reid            | Chris Spring / Derek Plug                |
| 6 | Verenigde Staten    | Matthew Antoine       | Jazmine Fenlater / Brittany Reinbolt         | Kimber Gabryszak      | John Napier / Johnny Quinn               |
| 7 | Rusland             | Sergej Tsoedinov      | Anastasia Tambovtseva / Ljoedmila Oedobkina  | Olga Nikandrova       | Aleksej Gorlatsjev / Maksim Melesjkin    |
| 8 | Roemenië            | Silviu Mesarosi       | Carmen Tronescu / Christina-Beatrice Spataru | Maria Marinela Mazilu | Dorin-Alexandru Grigore / Anca Barcacila |

Königssee, 14 januari
| #  | Land                  | skeleton (m)        | tweemansbob (v)                              | skeleton (v)          | tweemansbob (m)                        |
| -- | --------------------- | ------------------- | -------------------------------------------- | --------------------- | -------------------------------------- |
| 1  | Duitsland             | Alexander Kröckel   | Sandra Kiriasis / Berit Wiacker              | Marion Thees          | Benjamin Schmid / Richard Adjei        |
| 2  | Duitsland             | Frank Rommel        | Anja Schneiderheinze / Lisette Thöne         | Anja Huber            | Manuel Machata / Michail Makarow       |
| 3  | Canada                | Michael Douglas     | Kaillie Humphries / Heather Hughes           | Mellisa Hollingsworth | Lyndon Rush / Cody Sorensen            |
| 4  | Rusland               | Aleksandr Tretjakov | Olga Fjodorova / Ljoedmila Oedobkina         | Maria Orlova          | Aleksandr Kasjanov / Maksim Beloegin   |
| 5  | Zwitserland           | Michael Höfer       | Fabienne Meyer / Andrea Bitzer               | Barbara Hosch         | Beat Hefti / Patrick Blöchliger        |
| 6  | Internationaal team   | Raphael Maier       | Christine Hengster / Alexandra Tüchi         | Katherine Eustace     | Jürgen Loacker / Michael Flunk         |
| 7  | Rusland               | Sergej Tsoedinov    | Anastasia Tambovtseva / Margarita Ismailova  | Olga Nikandrova       | Nikita Zarharov / Denis Moisejtsjenkov |
| 8  | Internationaal team * | Urs Vescoli         | Astrid Radjenovic / Jamie Hedge              | Emma Lincoln-Smith    | Vuk Radjenović / Nikola Milinkovic     |
| 9  | Verenigde Staten      | Kyle Tress          | Bree Schaaf / Hillary Werth                  | Kimber Gabryszak      | John Napier / Dallas Robinson          |
| 10 | Roemenië              | Silviu Mesarosi     | Carmen Tronescu / Christina-Beatrice Spataru | Maria Marinela Mazilu | Dorin-Alexandru Grigore / Danut Stancu |

* Astrid Radjenovic (geboren Loch-Wilkinson) en Vuk Radjenović zijn een echtpaar.
1983/1984 · 
1984/1985 · 
1985/1986 · 
1986/1987 · 
1987/1988 · 
1988/1989 · 
1989/1990 · 
1990/1991 · 
1991/1992 · 
1992/1993 · 
1993/1994 · 
1994/1995 · 
1995/1996 · 
1996/1997 · 
1997/1998 · 
1998/1999 · 
1999/2000 · 
2000/2001 · 
2001/2002 · 
2002/2003 · 
2003/2004 · 
2004/2005 · 
2005/2006 · 
2006/2007 · 
2007/2008 · 
2008/2009 ·
2009/2010 ·
2010/2011 ·
2011/2012 ·
2012/2013 ·
2013/2014 ·
2014/2015 ·
2015/2016 ·
2016/2017 ·
2017/2018 ·
2018/2019 ·
2019/2020 ·
2020/2021 ·
2021/2022 ·
2022/2023 ·
2023/2024 ·
2024/2025
Alpineskiën ·
Biatlon ·
Bobsleeën ·
Freestyleskiën ·
Langlaufen ·
Noordse combinatie ·
Rodelen ·
Schaatsen (junioren) ·
Schansspringen ·
Shorttrack ·
Skeleton ·
Snowboarden